# Taheitia parvula
Taheitia parvula là một loài động vật chân bụng trong họ Truncatellidae. Nó là loài đặc hữu của Guam.